# Yaron Herman

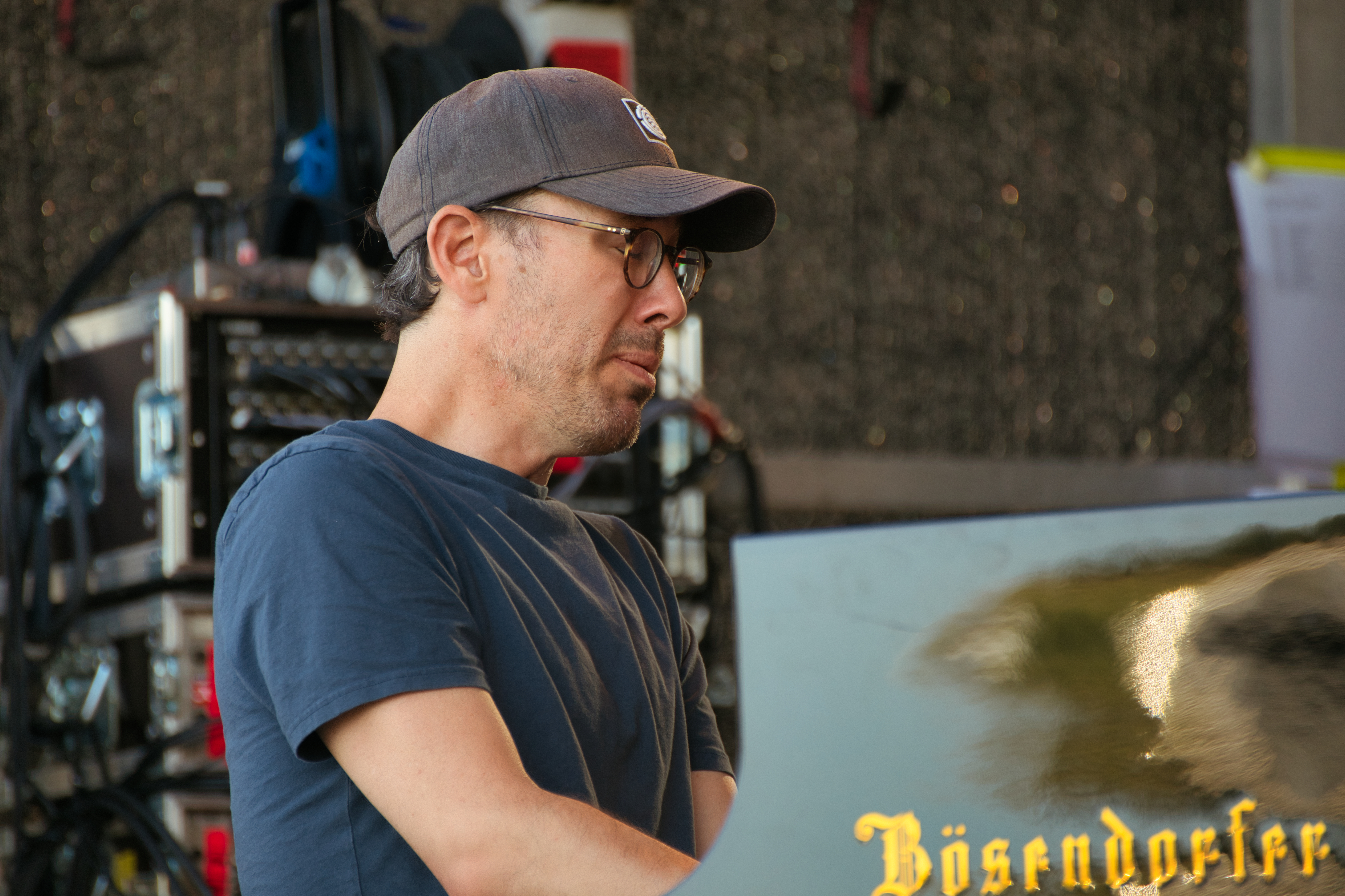
Yaron Herman auf dem INNtöne Jazzfestival 2025

Yaron Herman (* 12. Juli 1981 in Tel Aviv) ist ein israelischer, in Frankreich lebender Jazz-Pianist.

## Leben und Schaffen
Herman begann mit sechzehn Jahren Klavier zu spielen und hatte dabei Unterricht bei dem Jazzmusiker Opher Brayer. Zwei Jahre später gewann er den Nachwuchspreis der Rimon School of Jazz and Contemporary Music. Zu Beginn seiner Musikerkarriere trat er in Tel Aviv an verschiedenen Veranstaltungsorten auf. Mit 19 Jahren ging er nach Boston, um am Berklee College of Music zu studieren, verließ es jedoch schon bald und setzte seine Studien in Paris fort. Mit 21 Jahren legte er im Duo mit dem Schlagzeuger Sylvain Ghio ein erstes Album (Takes 2 to Know 1) für das Label Sketch vor. Aufgrund einer von ihm entwickelten Theorie der musikalischen Improvisation („Real Time Composition“) wurde er als Dozent für eine Vorlesungsreihe an die Sorbonne eingeladen.
2006 spielte er Solokonzerte in Europa, in Südamerika, in den USA und in China; auch trat er mit dem von Raphaël Imbert geleiteten Newtopia-Projekt auf (Suite Elegiaque).

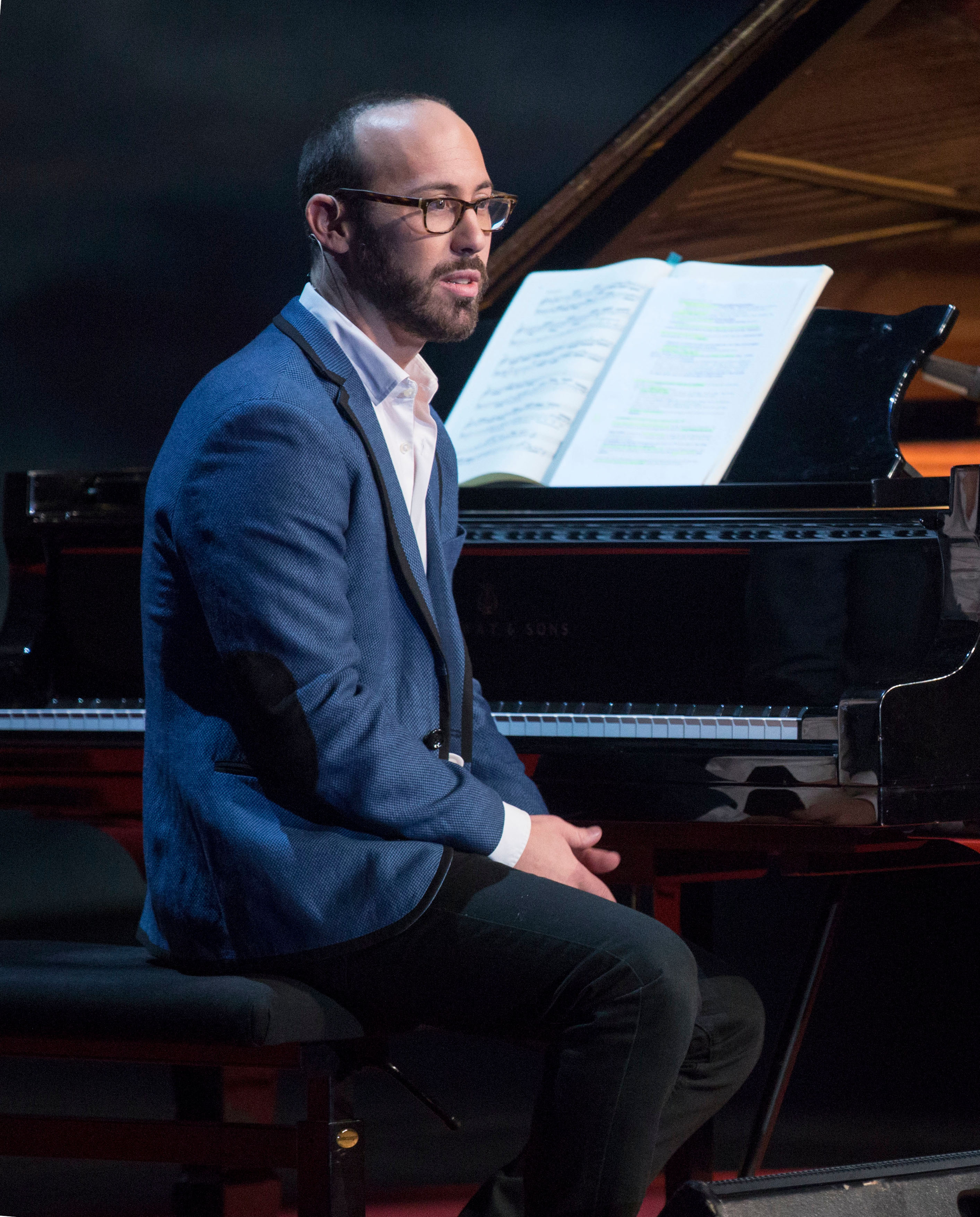
Yaron Herman, 2014

2007 gründete Herman sein eigenes Trio, in dem der Bassist Matt Brewer und der Schlagzeuger Gerald Cleaver spielten. Seit 2009 tourt er auch mit Michel Portal; Yaron Herman spielte unter anderem 2007 und 2008 (im Jahr 2008 das Eröffnungskonzert) bei den Tübinger Jazz- und Klassik Tagen und 2010 auf dem Jazzfestival Villingen-Schwenningen. Yaron Herman lebt in Paris.
2025 spielte er mit Maria Grand, Haggai Cohen-Milo und Ziv Ravitz.

## Auszeichnungen
2007 wurde Yaron zum Jazz-Talent der französischen Urheberrechts-Organisation Administration des Droits des Artistes et Musiciens Interprètes gewählt, im Folgejahr als Instrumentalisten-Entdeckung des Jahres von den Victoires du Jazz herausgestellt.

## Diskographische Hinweise
- Yaron Herman & Sylvain Ghio: Takes 2 to Know 1 (2003, Sketch)
- Variations (2006, Laborie Records)
- Newtopia Project: Suite Elegiaque (2006, Zig-Zag Territoires, mit Raphëlel Imbert, Zim Ngqawana, Stephan Caracci, Simon Tailleu, Cédrick Bec)
- Yaron Herman Trio: Muse (2009, Laborie Records)
- Alter Ego (ACT 2012, mit Émile Parisien und Logan Richardson)
- Adam Bałdych & Yaron Herman: The New Tradition (ACT, 2013)
- Yaron Herman Trio: Songs of the Degrees (Blue Note 2019, mit Sam Minaie, Ziv Ravitz)
- Radio Paradise (2025)